# ロバート・フランクス
ロバート・クリストファー・フランクス・ジュニア（Robert Christopher Franks Jr., 1996年12月18日 - ）は、アメリカ合衆国ワシントン州シアトル出身のプロバスケットボール選手。B.LEAGUEの茨城ロボッツに所属している。ポジションはパワーフォワード。

## 経歴

### カレッジ
ワシントン州立大学に進学後、最初の2シーズンはベンチからの出場となった。
開幕前に25lb（約11kg）減量して臨んだ2017-18シーズンは先発に定着。2018年1月3日のカリフォルニア大学戦では大学記録となる10本の3ポイントシュートを成功させ、34得点を記録した。このシーズンは平均17.4得点を記録し、Pac-12の再成長選手賞を受賞した。シーズン終了後、2018年のNBAドラフトにアーリーエントリーしたが、後に撤回して大学に残った。
2018-19シーズンは平均21.6得点・7.2リバウンドを記録し、オールPac-12ファーストチームに選出された。

### グリーンズボロ・スウォーム
2019年のNBAドラフトでは指名がなく、ドラフト後にシャーロット・ホーネッツとツーウェイ契約を結んだ。
2019-20シーズンはGリーグのグリーンズボロ・スウォームでプレーした。NBAでの出場がないまま2020年1月に解雇され、以降もスウォームでプレーした。スウォームでは平均18.5得点・5.6リバウンドを記録した。

### ストックトン・キングス
2020年2月4日にトレードでストックトン・キングスへ移籍した。19日のアグアカリエンテ・クリッパーズ戦では29得点を記録した。

### レイクランド / オーランド・マジック
2020年11月27日にオーランド・マジックとトレーニングキャンプ契約を結んだ。その後解雇され、Gリーグのレイクランド・マジックへ送られた。レイクランドではプレーオフで平均16得点・8リバウンドを記録し、チームの優勝に貢献した。
2021年4月12日にオーランド・マジックと10日間契約を結び、同日のサンアントニオ・スパーズ戦に出場してNBAデビューを果たした。22日には2度目の10日間契約を結んだが、5日後に解雇された。

### ブリスベン・ブレッツ
2021年8月28日にNBLのブリスベン・ブレッツと契約した。

### アデレード・36ers
2022年6月10日にアデレード・36ersと2年契約を結んだ。
2022-23シーズン終了後、36ersを退団した。

### ハポエル・ギルボア・ガリル
2023年2月14日にIBPLのハポエル・ギルボア・ガリルと契約した。

### 名古屋ダイヤモンドドルフィンズ
2023年7月18日にB.LEAGUEの名古屋ダイヤモンドドルフィンズと契約した。

### 茨城ロボッツ
2024年6月28日に茨城ロボッツと契約した。

## 個人成績

### NBA

#### レギュラーシーズン
| シーズン | チーム | GP | GS | MPG  | FG%  | 3P%  | FT%  | RPG | APG | SPG | BPG | PPG |
| -------- | ------ | -- | -- | ---- | ---- | ---- | ---- | --- | --- | --- | --- | --- |
| 2020–21  | ORL    | 7  | 0  | 14.4 | .464 | .333 | .923 | 2.0 | .7  | .4  | .4  | 6.1 |
| 通算     | 通算   | 7  | 0  | 14.4 | .464 | .333 | .923 | 2.0 | .7  | .4  | .4  | 6.1 |

### カレッジ
| シーズン | チーム | GP  | GS | MPG  | FG%  | 3P%  | FT%  | RPG | APG | SPG | BPG | PPG  |
| -------- | ------ | --- | -- | ---- | ---- | ---- | ---- | --- | --- | --- | --- | ---- |
| 2015–16  | WSU    | 23  | 0  | 8.3  | .280 | .222 | .762 | 1.3 | .4  | 0.0 | .2  | 2.3  |
| 2016–17  | WSU    | 30  | 0  | 16.6 | .442 | .311 | .732 | 3.3 | .8  | .1  | .6  | 6.4  |
| 2017–18  | WSU    | 30  | 30 | 33.0 | .476 | .405 | .854 | 6.6 | 1.9 | .5  | 1.0 | 17.4 |
| 2018–19  | WSU    | 27  | 26 | 34.4 | .493 | .399 | .848 | 7.2 | 2.6 | .7  | .7  | 21.6 |
| 通算     | 通算   | 110 | 56 | 23.7 | .467 | .378 | .829 | 4.7 | 1.5 | .3  | .6  | 12.2 |